# Eat a Peach
Eat a Peach är ett musikalbum av The Allman Brothers Band som lanserades som dubbel-LP i februari 1972 på Capricorn Records. Skivan innehåller både liveinspelat material och studioinspelningar. Skivsida två togs på vinylutgåvorna helt upp av "Mountain Jam", en liveimprovisation baserad på Donovans 1960-talssingel "There Is a Mountain". Under albumets inspelning omkom Duane Allman i en motorcykelolycka, och detta blev således det sista album han medverkade på med gruppen. Skivtiteln kommer från en kommentar han fällde i samband med en intervju kort före sin död.

## Låtlista
(kompositör inom parentes)
1. "Ain't Wastin' Time No More" (Gregg Allman) – 3:40
2. "Les Brers in A Minor" (Dickey Betts) – 9:03
3. "Melissa" (Gregg Allman/Steve Alaimo) – 3:54
4. "Mountain Jam" (Donovan Leitch/Duane Allman/Gregg Allman/Dickey Betts/Jai Johanny Johansen/Berry Oakley/Butch Trucks) – 33:38
5. "One Way Out" (Marshall Sehorn/Elmore James) – 4:58
6. "Trouble No More" (Muddy Waters) – 3:43
7. "Stand Back" (Gregg Allman/Berry Oakley) – 3:24
8. "Blue Sky" (Dickey Betts) – 5:09
9. "Little Martha" (Duane Allman) – 2:07

## Listplaceringar
- Billboard 200, USA: #4[1]